# Ключевское сельское поселение (Татарстан)
Ключевское се́льское поселе́ние — муниципальное образование в Бугульминском районе Татарстана Российской Федерации.
Административный центр — село Ключи.

## История
Статус и границы сельского поселения установлены Законом Республики Татарстан от 31 января 2005 года № 18-ЗРТ «Об установлении границ территорий и статусе муниципального образования "Бугульминский муниципальный район" и муниципальных образований в его составе».

## Население
| 2010 | 2011 | 2012 | 2013 | 2014 | 2015 | 2016 |
| ---- | ---- | ---- | ---- | ---- | ---- | ---- |
| 731  | ↘730 | ↘715 | ↗721 | ↘709 | ↗719 | ↗720 |
| 2017 | 2018 |      |      |      |      |      |
| ↘709 | ↘695 |      |      |      |      |      |

## Состав сельского поселения
| № | Населённый пункт | Тип населённого пункта       | Население |
| - | ---------------- | ---------------------------- | --------- |
| 1 | Акшуат           | деревня                      |           |
| 2 | Большая Покровка | деревня                      |           |
| 3 | Ключи            | село, административный центр |           |
| 4 | Чирково          | село                         |           |